# ザ・リヴァーズ・インヴィテーション

ザ・リヴァーズ・インヴィテーション (The River’s Invitation)は、リズム・アンド・ブルース・シンガー、ソングライターのパーシー・メイフィールドが作詞・作曲し、レコーディングした楽曲。1953年1月にスペシャルティ・レコードよりシングル・リリース。これはチャートインしなかったものの、10年後の1963年レイ・チャールズも参加する形でタンジェリン・レコードにてリメイク。こちらはR&Bチャートでは最高位25位、ポップ・チャートにも99位食い込んだ。

## 概要
行方がわからなくなった愛する人を探しても見つからず、川へ身を投げることを歌った歌詞。川に声をかけると「寂しいのならばこちらにおいで」と返答があったとする妄想的な内容となっている。本来悲しく思い詰めた感情を吐露した歌のはずだが、哀愁とともにユーモラスな雰囲気をも感じさせるのは独特である。

## シングル
| 年   | 曲名                                         | レーベル名 | レコードNo. | 最高位       | 最高位  |
| 年   | 曲名                                         | レーベル名 | レコードNo. | 米国ポップス | 米国R&B |
| ---- | -------------------------------------------- | ---------- | ----------- | ------------ | ------- |
| 1953 | A: The River’s Invitation B: I Dare You Baby | Specialty  | 451         | —            | —       |
| 1963 | A: River’s Invitation B: Baby Please         | Tangerine  | 45-TRC-931  | 99 —         | 25 —    |

## 参加ミュージシャン

### スペシャルティ・レコーディング (1953年)
- Percy Mayfield パーシー・メイフィールド - vocals
- Jewell Grant ジュウェル・グラント - alto saxophone
- Johnny Crawford ジョニー・クロフォード - tenor saxophone
- Maxwell Davis マックスウェル・デイヴィス - tenor saxophone
- Willard McDaniel ウィラード・マクダニエル - piano
- Mitch “Tiny” Webb ミッチ”タイニー”ウェブ - guitar
- Ralph Hamilton ラルフ・ハミルトン - bass
- Jesse Sailes ジェシー・セイルズ - drums

### タンジェリン・レコーディング (1963年)
- Percy Mayfield パーシー・メイフィールド - vocals
- Marcus Belgrave マーカス・ベルグレイヴ - trumpet
- Hank Crawford ハンク・クロフォード - alto saxophone
- Ray Charles レイ・チャールズ - piano
- Howard Roberts ハワード・ロバーツ - guitar
- Edgar Willis エドガー・ウィリス - bass
- Milt Turner ミルト・ターナー - drums

## 主なカバー・バージョン
メイフィールドのオリジナル・バージョンはゆったりとしたバラードだが、様々なカバーが存在する。クラレンス・"ゲイトマウス"・ブラウンのバージョンはファンキーなリズムで演奏され、雰囲気を一新させている。またプロフェッサー・ロングヘアのバージョンもルンバのリズムを取り入れた彼らしいスタイルになっている。これは1980年のアルバム『Crawfish Fiesta』のボーナス・トラックとして2012年の再発盤で初めて登場したものである。
| 年     | アーティスト名                                     | 収録アルバム                              |
| ------ | -------------------------------------------------- | ----------------------------------------- |
| 1965年 | スタンリー・タレンタイン                           | 『Joyride』（インスト）                   |
| 1967年 | アレクシス・コーナー                               | 『I Wonder Who』                          |
| 1967年 | ジョージィ・フェイム                               | 『The Two Faces of Fame』                 |
| 1968年 | ジェイムズ・コットン                               | 『Cut You Loose!』                        |
| 1969年 | アレサ・フランクリン                               | 『Soul '69』                              |
| 1970年 | ジュニア・パーカー                                 | 『The Outside Man』                       |
| 1973年 | クラレンス・"ゲイトマウス"・ブラウン               | 『The Drifter Rides Again』               |
| 1973年 | フレディ・ロビンソン                               | 『On The Cuff』                           |
| 1978年 | ジェフ・マルダー＆エイモス・ギャレット             | 『Geoff Muldaur & Amos Garrett』          |
| 1979年 | ロニー・バロン                                     | 『Blue Delicacies』                       |
| 1980年 | トレイシー・ネルソン                               | 『Come See About Me』                     |
| 1989年 | ザ・キンゼイ・レポート                             | 『Midnight Drive』                        |
| 1999年 | バーバラ・モリソン                                 | 『Visit Me』                              |
| 2000年 | サウスサイド・ジョニー＆ジ・アズベリー・ジュークス | 『Messin' With The Blues』                |
| 2000年 | モリー・オブライエン                               | 『Things I Gave Away』                    |
| 2004年 | ボビー・ラッシュ                                   | 『Folk Funk』                             |
| 2007年 | ジョー・コッカー                                   | 『Hymn for My Soul』                      |
| 2012年 | プロフェッサー・ロングヘア                         | 『Crawfish Fiesta』（ボーナス・トラック） |
| 2015年 | カリフォルニア・ハニードロップス                   | 『A River's Invitation』                  |